# Anton Černe
Anton Černe (15. ledna 1813 Tomaj – 11. dubna 1891 Tomaj) byl rakouský politik slovinské národnosti, v 2. polovině 19. století poslanec Říšské rady.

## Biografie
Během revolučního roku 1848 se zapojil poprvé do politického života. Ve volbách roku 1848 byl zvolen na rakouský ústavodárný Říšský sněm. Zastupoval volební obvod Monfalcone (slovinsky Tržič) v Rakouském Přímoří. Uvádí se jako statkář. Patřil ke sněmovní pravici. Náležel mezi slovinské národně orientované poslance. V parlamentu patřil ke slovanskému bloku, hlasoval proti náhradám za zrušení poddanství a požadoval propuštění úředníků neznalých slovinštiny.
Po obnovení ústavní vlády se zapojil opět do politiky. V 2. polovině 60. let 19. století se zmiňuje coby statkář a starosta města Tomaj. Od roku 1861 do roku 1877 byl poslancem Zemského sněmu Gorice a Gradišky. Zemský sněm ho roku 1861 delegoval i do Říšské rady (tehdy ještě volené nepřímo) za korunní zemi Gorice a Gradiška, volební obvod okres Komen a Sežana. K roku 1861 se uvádí jako statkář, bytem v Tomaji. Zemský sněm ho do Říšské rady delegoval opět roku 1867, opět za Gorici a Gradišku, kurie venkovských obcí a průmyslových míst. Rezignoval počátkem roku 1870 v rámci hromadného složení mandátu slovanských poslanců jako výraz nesouhlasu s ústavním směřováním státu. V roce 1863 navrhl v zemském sněmu ustanovení italštiny a slovinštiny jako vyučovacích zemských jazyků. V roce 1866 navrhl zřízení slovinské a italské univerzity. Požadoval zřizování slovinských základních, středních i vysokých škol. V rozpravě v roce 1869 odmítl rakouskou státotvornou ideologii jako nesenou menšinou a stavící Slovince do opozičních řad. Znovu ho zemský sněm do Říšské rady vyslal roku 1870.
V roce 1869 odmítl návrhy některých slovinských politiků na utvoření jednotné slovinské země, která by nahradila dosavadní historické celky. Jeho nesouhlas s většinovou politikou slovinského klubu se stupňoval a roku 1871 ze slovinského klubu vystoupil. Následně byl v roce 1871 delegován zemským sněmem do Říšské rady, nyní ale díky hlasům italských poslanců. Nastoupil za Gorici a Gradišku (kurie venkovských obcí). Slib složil 28. prosince 1871. Když se od něj roku 1872 distancovali někteří jeho slovinští voliči, snažil se opětovně profilovat jako stoupenec federalismu. 9. října 1872 pronesl v Říšské radě řeč na podporu federativního uspořádání monarchie a odmítal přímé volby do Říšské rady.
Jeho bratr Josip Černe se počátkem roku 1849 rovněž stal poslancem Říšského sněmu poté, co rezignoval poslanec Josip Doljak.